# Igreja Presbiteriana em Granada
A Igreja Presbiteriana em Granada (IPG) - em inglês Presbyterian Church in Grenada - é uma denominação reformada presbiteriana em Granada. É uma das mais antigas denominações cristãs no país, estabelecida por colonos escoceses, membros da Igreja da Escócia, em 1833.

## História

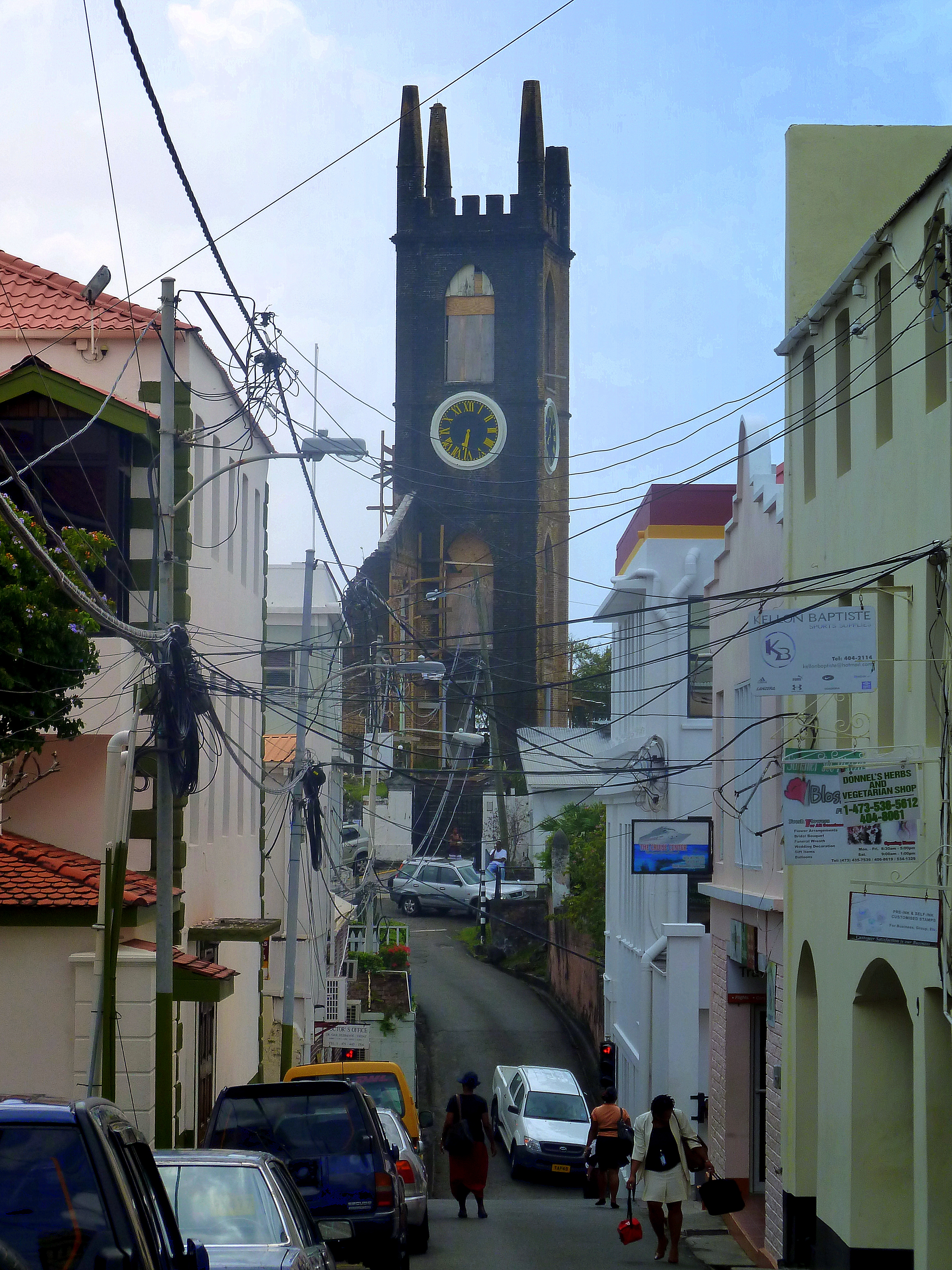
Edifício da Primeira Igreja Presbiteriana em Granada, antes de ser destruído pelo Furacão Ivan, em 2004.

A Primeira Igreja Presbiteriana de Granada foi construída em 1833 por fazendeiros escoceses, à época membros da Igreja da Escócia. Seu primeiro ministro foi William Haig, ordenado na Guiana Britânica.
Até 1860, a igreja recebeu subsídios do governo, mas neste ano os benefícios foram retirados. Após a abolição da escravidão, vários trabalhadores do Sul da Ásia foram contratados para trabalhar em Granada em 1880. Desde então, foi iniciado um trabalho missionário em várias partes da ilha, especialmente em Belair e Samaritanos. A denominação foi responsável pela fundação de várias escolas na ilha neste período.
Nesse período, missionários da Igreja Presbiteriana do Canadá, que serviam em Trinidad e Tobago também deram assistência às igrejas de Granada.
Em 1945, a Igreja da Escócia retirou seu apoio ao trabalho missionário tanto em Granada quanto em São Vicente e Granadinas. Sendo assim, as igrejas de Granada tornaram-se um Presbitério da Igreja Presbiteriana de Trinidad e Tobago.
Na década de 1980, o Presbitério requereu a sua independência como denominação, o que foi alcançado em 20 de abril de 1986.
Desde então, há 3 igrejas presbiterianas no país, que juntas formam um Presbitério, com cerca de 900 membros.
Em 2004, o edifício histórico da Primeira Igreja Presbiteriana em Granada foi destruído pelo Furacão Ivan. Desde então, a denominação trabalha na sua reconstrução.

## Doutrina
A denominação permite a ordenação de mulheres e subscreve o Credo dos Apóstolos, Credo Niceno-Constantinopolitano e a Confissão de Westminster.

## Relações intereclesiásticas
A IPG é membro da Comunhão Mundial das Igrejas Reformadas.